# Rêverie et caprice
Rêverie et caprice est une « romance pour le violon avec accompagnement d'orchestre » composée par Hector Berlioz en 1841, reprenant un air non retenu dans l'opéra Benvenuto Cellini de 1838.
En 1852, le compositeur considère cette pièce, d'une durée de 8 minutes environ, comme son « œuvre 8 ». Elle porte la référence H.88 dans le catalogue établi par le musicologue américain Dallas Kern Holoman.

## Composition
En 1841, Hector Berlioz tente de se relever de l'échec cuisant de Benvenuto Cellini à l'opéra-comique, deux ans plus tôt : la « Romance de Teresa », abandonnée dans l'opéra, est reconvertie en concertino pour violon intitulé Rêverie et caprice. De manière comparable, Le Carnaval romain reprend l'air de Cellini du premier tableau et la scène du carnaval au second tableau de l'acte I.
L'œuvre, dédiée au violoniste Alexandre-Joseph Artot, élève de Kreutzer, est créée le 1er février 1842 par Delphin Alard, sous la direction de Berlioz, dans un concert où est également présentée en première audition l'Invitation à la valse, avec Harold en Italie, le Triple Concerto de Beethoven et l'« Apothéose » de la Symphonie funèbre et triomphale. Le concert est un triomphe, auquel assistent l'épouse et le fils du compositeur.
Rêverie et caprice est publiée la même année que Les Nuits d'été, son « œuvre 7 », en 1841.

## Postérité
Dans sa monographie consacrée à Berlioz, en 1968, le compositeur et musicologue Claude Ballif mentionne Rêverie et caprice, « charmante par sa désinvolture thématique, les ellipses de développement et l'atmosphère très élastique des tempi ». Le compositeur lui-même considère l'orchestration de cette pièce comme « assez compliquée » dans ses Mémoires.

#### Biographie
- Hector Berlioz, Mémoires, Paris, Flammarion, coll. « Harmoniques », 1991 (ISBN 978-2-7000-2102-8) présentés et annotés par Pierre Citron,
- Pierre Citron, Calendrier Berlioz, Cahiers Berlioz no 4, La Côte-Saint-André, Musée Hector-Berlioz, 2000 (ISSN 0243-3559).

#### Monographies
- Claude Ballif, Berlioz, Paris, Seuil, coll. « Solfèges » (no 29), 1979 (1re éd. 1968), 192 p. (ISBN 2-02-000249-3),
- (en) Julian Rushton, The Music of Berlioz, Oxford, Oxford University Press, 2001, 363 p. (ISBN 978-0-19-816738-9, lire en ligne),
- Pierre-René Serna, Berlioz de B à Z, Paris, Van de Velde, 2006, 264 p. (ISBN 2-85868-379-4).

### Discographie
| Discographie sélective de Rêverie et caprice | Discographie sélective de Rêverie et caprice     | Discographie sélective de Rêverie et caprice                                                | Discographie sélective de Rêverie et caprice | Discographie sélective de Rêverie et caprice | Discographie sélective de Rêverie et caprice |
| -------------------------------------------- | ------------------------------------------------ | ------------------------------------------------------------------------------------------- | -------------------------------------------- | -------------------------------------------- | -------------------------------------------- |
| Interprètes                                  | Accompagnement                                   | Complément                                                                                  | Label                                        | Référence                                    | Année                                        |
| Itzhak Perlman, violon                       | Daniel Barenboim, Orchestre de Paris             | Lalo, Symphonie espagnole                                                                   | Deutsche Grammophon                          | 2532 011 400 032-2                           | 1981                                         |
| Igor Gruppman, violon                        | Yoav Talmi, Orchestre symphonique de San Diego   | Berlioz, Harold en Italie Berlioz, Les Francs-juges                                         | Naxos                                        | 8.553034                                     | 1996                                         |
| Giovanni Radivo, violon                      | Leonard Slatkin, Orchestre national de Lyon      | Berlioz, Harold en Italie Berlioz, Le Carnaval romain Berlioz, Benvenuto Cellini, ouverture | Naxos                                        | 8.573297                                     | 2014                                         |
| James Ehnes, violon                          | Andrew Davis, Orchestre symphonique de Melbourne | Berlioz, Harold en Italie Berlioz, Rob Roy                                                  | Chandos                                      | CHSA 5155                                    | 2015                                         |
| Philippe Quint, violon                       | Thierry Fischer, Orchestre symphonique de l'Utah | Berlioz, Symphonie fantastique Berlioz, La Mort d'Ophélie Berlioz, Sara la baigneuse        | Hyperion                                     | CDA 68324                                    | 2020                                         |